# John Cary

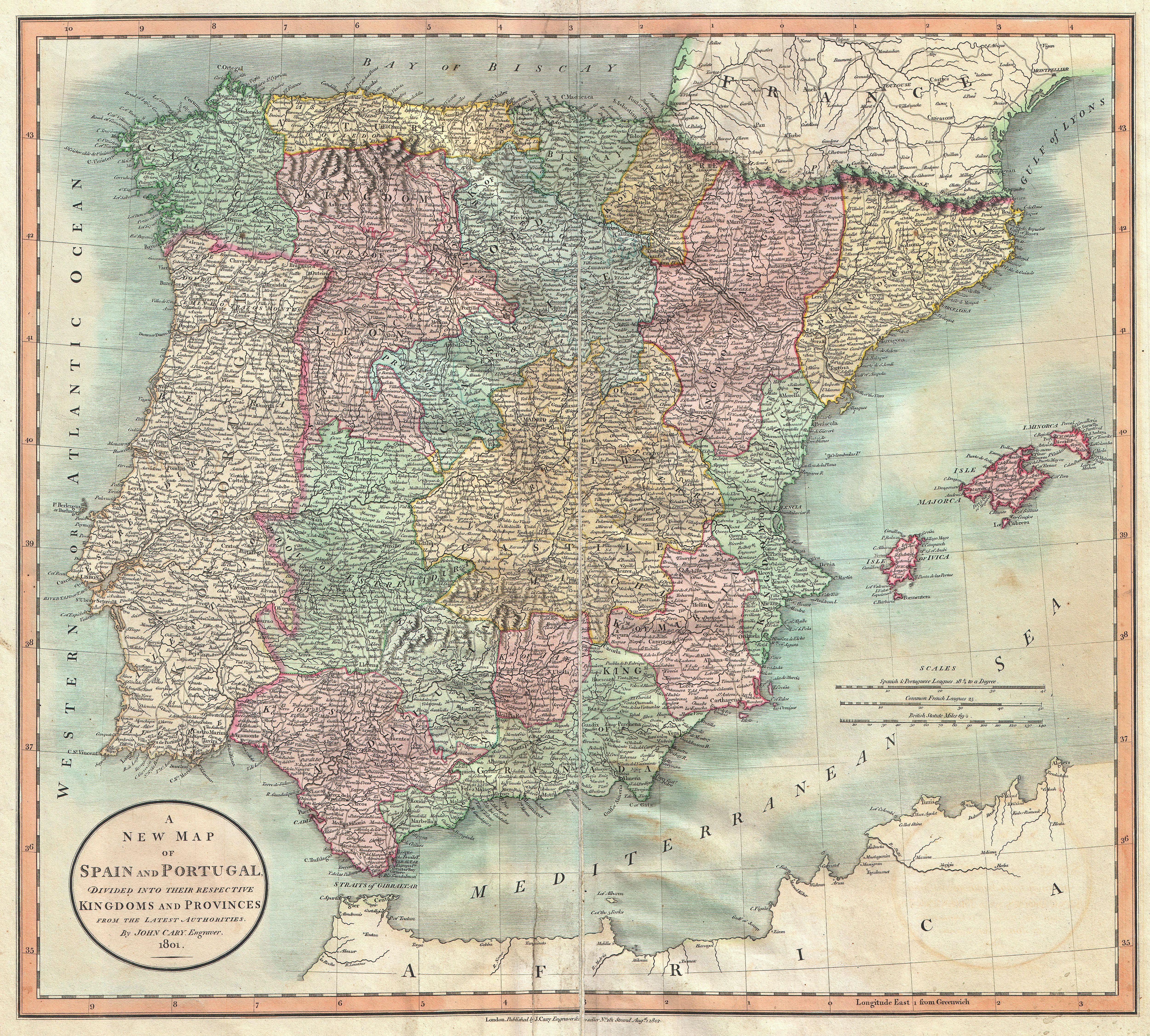
Mapa de la península ibérica elaborado por John Cary en el año 1801.

John Cary of Cheshire (c. 1754 - 1835) fue un cartógrafo británico.
Cary comenzó su aprendizaje en Londres, en donde trabajó como grabador. En el año 1783, estableció su propio negocio en la calle londinense de Strand. De esta manera, su reputación aumentó rápidamente y The New and Correct English Atlas, publicado en 1787, se convirtió en una obra referente en el territorio británico.
En 1794, fue elegido por el gobierno del Reino Unido para realizar una inspección de las carreteras más importantes del estado. El resultado de esta supervisión fue la impresión de Cary's New Itinerary en 1798, que se trataba de un mapa de las principales vías de Inglaterra y Gales. Además, Cary también elaboró diversos mapas para Ordnance Survey, una agencia ejecutiva del gobierno británico.
Asimismo, colaboró con el geólogo William Smith en la confección de varios planos geológicos.

## Publicaciones más importantes
Las publicaciones más importantes de John Cary fueron las siguientes:
- Actual Survey of the country fifteen miles around London (1786)
- New and Correct English Atlas (1787)
- Camden's Britannia (1789)
- Cary's Survey of the High Roads from London (1790)
- Cary's Traveller's Companion (1790)
- New Maps of England and Wales with part of Scotland (1794)
- Inland Navigation; or Select Plans of the Several Navigable Canals throughout Britain (1795)
- Cary's New Itinerary (1798)
- New British Atlas (1805), junto a John Stockdale
- Cary's New Universal Atlas (1808)
- Cary's English Atlas (1809)
- New Elementary Atlas (1813)
- Cary's New Itinerary (1817)[6]